# Liste des circonscriptions électorales du Bedfordshire
 (septembre 2019).
Le contenu est difficilement compréhensible vu les erreurs de traduction, qui sont peut-être dues à l'utilisation d'un logiciel de traduction automatique.
Le Comté cérémoniel du Bedfordshire (qui comprend le borough de Bedford, les autorités unitaires de Central Bedfordshire est Luton) est divisé en 6 Circonscription électorale - 3 Borough est 3 County constituencies.

## 2017 Circonscriptions
(partie) signifie qu'une partie d'un ward se trouve dans une circonscription.
| Nom                        | Électeur | Majorité | député | député          | Opposition | Opposition         | Circonscriptions électorales, | Map                                                              |
| -------------------------- | -------- | -------- | ------ | --------------- | ---------- | ------------------ | --- | ---------------------------------------------------------------- |
| Bedford BC                 | 71,829   | 789      |        | Mohammad Yasin‡ |            | Richard Fuller†    | Bedford Borough Council: Brickhill, Castle, Cauldwell, De Parys, Goldington, Harpur, Kempston East, Kempston North, Kempston South, Kingsbrook, Newnham, Putnoe, Queen's Park. | A small constituency, located north of the centre of the county. |
| Luton North BC             | 66,811   | 14,364   |        | Sarah Owen^     |            | Caroline Kerswell† | Luton Borough Council: Barnfield, Bramingham, Challney, Icknield, Leagrave, Lewsey, Limbury, Northwell, Saints, Sundon Park. | A small constituency south of the centre of the county.          |
| Luton South BC             | 67,188   | 13,925   |        | Rachel Hopkins  |            | Dean Russell†      | Luton Borough Council: Biscot, Crawley, Dallow, Farley, High Town, Round Green, South, Stopsley, Wigmore. Central Bedfordshire Council: Caddington, Hyde and Slip End. | A small constituency, located in the southwest of the county.    |
| Mid Bedfordshire CC        | 84,161   | 20,983   |        | Nadine Dorries† |            | Rhiannon Meades‡   | Bedford Borough Council: Turvey, Wilshamstead, Wootton. Central Bedfordshire Council: Ampthill, Aspley Guise, Clifton and Meppershall, Cranfield, Flitton, Greenfield and Pulloxhill, Flitwick East, Flitwick West, Harlington, Houghton, Haynes, Southill and Old Warden, Marston, Maulden and Clophill, Shefford, Campton and Gravenhurst, Shillington, Stondon and Henlow Camp, Streatley, Silsoe, Toddington, Westoning and Tingrith. | A large constituency, occupying the centre of the county.        |
| North East Bedfordshire CC | 87,505   | 20,862   |        | Richard Fuller† |            | Julian Vaughan ‡   | Bedford Borough Council: Bromham, Carlton, Clapham, Eastcotts, Great Barford, Harrold, Oakley, Riseley, Roxton, Sharnbrook. Central Bedfordshire Council: Arlesey, Biggleswade Holme, Biggleswade Ivel, Biggleswade Stratton, Langford and Henlow Village, Northill and Blunham, Potton and Wensley, Sandy Ivel, Sandy Pinnacle, Stotfold.                                                                                                | A large constituency in the north of the county.                 |
| South West Bedfordshire CC | 79,658   | 14,168   |        | Andrew Selous†  |            | Daniel Scott‡      | Central Bedfordshire Council: All Saints, Chiltern, Dunstable Central, Eaton Bray, Grovebury, Heath and Reach, Houghton Hall, Icknield, Kensworth and Totternhoe, Linslade, Manshead, Northfields, Parkside, Planets, Plantation, Southcott, Stanbridge, Tithe Farm, Watling. | A medium constituency in the southwest of the county.            |

## Limites 1997-2010
Les mêmes noms de circonscriptions étaient en usage durant cette période , avec des frontières légèrement modifié.
| Nom | Limites 1997 – 2010                                      | Limites 2010 – présent                                      |
| --- | -------------------------------------------------------- | ----------------------------------------------------------- |
| 1. Bedford BC 2. Luton North BC 3. Luton South BC 4. Mid Bedfordshire CC 5. North East Bedfordshire CC 6. South West Bedfordshire CC | Parliamentary constituencies in Bedfordshire 1997 - 2005 | Parliamentary constituencies in Bedfordshire 2010 - present |

## Résultats

1950
1951
1955
1959
1964
1966
1970
Fev 1974
Oct 1974
1979
1983
1987
1992
1997
2001
2005
2010
2015
2017

### Résultats pour le comté
Le nombre total des voix exprimées pour chacun des partis politiques qui ont présenté des candidats dans les circonscriptions du Bedfordshire pour l'élection générale de 2017 sont:
| Parti                      | Votes   | Votes % | Sièges |
| -------------------------- | ------- | ------- | ------ |
| Conservateur               | 163,239 | 50.42   | 3      |
| Travailliste               | 136,304 | 42.10   | 3      |
| Libéral Démocrates         | 14,822  | 4.58    | -      |
| Greens                     | 6,735   | 2.08    | -      |
| UKIP                       | 2,629   | 0.81    | -      |
| Monster Raving Loony       | 667     | 0.21    | -      |
| Christian Peoples Alliance | 301     | 0.09    | -      |
| Independents               | 160     | 0.05    | -      |
| Total                      | 323,729 |         | 6      |

## Représentation historique par parti
Une cellule marquée → (avec un arrière-plan de couleur différente de la cellule précédente) indique que le MP précédent a continué de siéger sous un nouveau parti.

### 1885 à 1918
| Circonscription | 1885      | 1886      | 1892      | 92        | 1895    | 1900    | 1906   | Jan 1910     | Dec 1910 | 11         |
| --------------- | --------- | --------- | --------- | --------- | ------- | ------- | ------ | ------------ | -------- | ---------- |
| Bedford         | Whitbread | Whitbread | Whitbread | Whitbread | Pym     | Pym     | Barlow | Attenborough | Kellaway | Kellaway   |
| Biggleswade     | Magniac   | Baring    | Russell   | Russell   | Compton | Compton | Black  | Black        | Black    | Black      |
| Luton           | Flower    | Flower    | Flower    | Whitbread | Ashton  | Ashton  | Ashton | Ashton       | Ashton   | Harmsworth |

### 1918 à 1974
| Circonscription    | 1918       | 1922     | 1923     | 1924     | 1929   | 31    | 1931        | 1935        | 1945              | 1950        | 1951        | 1955        | 1959        | 60       | 63       | 1964     | 1966     | 1970     |
| ------------------ | ---------- | -------- | -------- | -------- | ------ | ----- | ----------- | ----------- | ----------------- | ----------- | ----------- | ----------- | ----------- | -------- | -------- | -------- | -------- | -------- |
| Bedford            | Kellaway   | Wells    | Wells    | Wells    | Wells  | Wells | Wells       | Wells       | Skeffington-Lodge | Soames      | Soames      | Soames      | Soames      | Soames   | Soames   | Soames   | Parkyn   | Skeet    |
| Bedfordshire Mid   | Townley    | Linfield | Linfield | Warner   | Gray   | Gray  | Lennox-Boyd | Lennox-Boyd | Lennox-Boyd       | Lennox-Boyd | Lennox-Boyd | Lennox-Boyd | Lennox-Boyd | Hastings | Hastings | Hastings | Hastings | Hastings |
| Bedfordshire South |            |          |          |          |        |       |             |             |                   | Moeran      | Cole        | Cole        | Cole        | Cole     | Cole     | →        | Roberts  | Madel    |
| Luton              | Harmsworth | Hewett   | Howard   | O'Connor | Burgin | →     | →           | →           | Warbey            | Hill        | Hill        | Hill        | Hill        | Hill     | Howie    | Howie    | Howie    | Simeons  |

### 1974 à aujourd’hui
| Circonscription                                                | Fev 1974  | Oct 1974  | 1979     | 1983     | 1987     | 1992     | 1997    | 2001    | 2005    | 2010    | 2015    | 2017    | 17      | 19      | 19      |
| -------------------------------------------------------------- | --------- | --------- | -------- | -------- | -------- | -------- | ------- | ------- | ------- | ------- | ------- | ------- | ------- | ------- | ------- |
| Bedford (1974–83, 1997–present) / North Bedfordshire (1983–97) | Skeet     | Skeet     | Skeet    | Skeet    | Skeet    | Skeet    | Hall    | Hall    | Hall    | Fuller  | Fuller  | Yasin   | Yasin   | Yasin   | Yasin   |
| Bedfordshire Mid                                               | Hastings  | Hastings  | Hastings | Lyell    | Lyell    | Lyell    | Sayeed  | Sayeed  | Dorries | Dorries | Dorries | Dorries | Dorries | Dorries | Dorries |
| North East Bedfordshire                                        |           |           |          |          |          |          | Lyell   | Burt    | Burt    | Burt    | Burt    | Burt    | Burt    | Burt    | →       |
| Bedfordshire South / South West Bedfordshire (1983)            | Madel     | Madel     | Madel    | Madel    | Madel    | Madel    | Madel   | Selous  | Selous  | Selous  | Selous  | Selous  | Selous  | Selous  | Selous  |
| Luton East / Luton South (1983)                                | Clemitson | Clemitson | Bright   | Bright   | Bright   | Bright   | Moran   | Moran   | Moran   | Shuker  | Shuker  | Shuker  | Shuker  | →       | →       |
| Luton West / Luton North (1983)                                | Sedgemore | Sedgemore | Carlisle | Carlisle | Carlisle | Carlisle | Hopkins | Hopkins | Hopkins | Hopkins | Hopkins | Hopkins | →       | →       | →       |